# Triefing
Triefing ist ein Gemeindeteil der Gemeinde Scheyern im oberbayerischen Landkreis Pfaffenhofen an der Ilm. Bis 31. März 1971 war sie Sitz der gleichnamigen Gemeinde.

## Geographie
Das Dorf Triefing liegt 3 Kilometer südlich des Kernorts Scheyern.

## Geschichte
Die 1818 mit dem zweiten Gemeindeedikt begründete Gemeinde Triefing umfasste ein Gebiet von 5,56 km² mit den Orten Edersberg, Grub, Habertshausen, Kemmoden und Ziegelnöbach. Sie wurde am 1. April 1971 aufgelöst und je etwa zur Hälfte der Gemeinde Scheyern (Ortsteile Edersberg, Grub, Triefing und Ziegelnöbach) und der Gemeinde Jetzendorf (Habertshausen, Kemmoden) zugeteilt.

### Einwohner
- 224 (1939)
- 260 (1946)
- 211 (1964)
- 70 (2006)[3]

Bis 1964 sind alle Ortsteile der ehemaligen Gemeinde enthalten.